# 比爾島 (葛拉漢地)
比爾島（英語：Beer Island）是南極洲的海灣，位於葛拉漢地西岸，長2公里，處於賈吉島以南、普羅斯佩克特角以西15公里，由英國探險隊繪入地圖和命名，現時由南極條約體系管理。